# Гідролаколіт

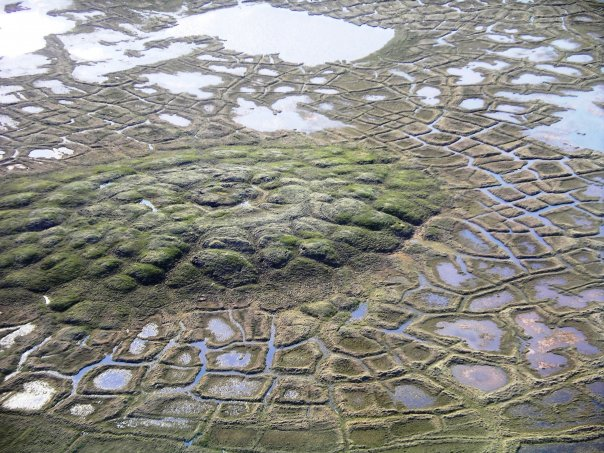
Гідролаколіт на північному заході Канади. Вся поверхня розбита мерзлотними полігонами

Гідролаколі́т (рос. гидролакколиты, англ. hydrolaccolithes, pingo; нім. Hydrolakkolithe m pl) — маси ґрунтового льоду, за формою схожі з магматичними лаколітами, що утворюються в зоні багаторічної мерзлоти. Висота гідролаколітів 1-70 м, діаметр 3-200 м. Виникають у місцях розвантаження напірних підземних вод і в обрамленні полію (води на льоду), а також при промерзанні систем ненаскрізних проталин під термокарстовими озерами.